# Melchor Sánchez de Toca y Sáenz de Lobera
Melchor Sánchez de Toca (Vergara, 1806-Madrid, 1880) fue un médico presidente de la Real Academia de Medicina y escritor español, primer marqués de Toca.

## Biografía
Nacido en 1806 en la localidad guipuzcoana de Vergara, estudió Medicina en el Colegio de San Carlos de Madrid y se especializó en Cirugía.
Al terminar sus estudios obtuvo por oposición una plaza de profesor  en el citado colegio. En 1837 obtuvo la Cátedra de Operaciones de la Facultad de Medicina de la Universidad de Madrid. Ese mismo año fue nombrado  académico de la Real Academia de Medicina, a la cual perteneció durante 43 años llegando a ser su presidente.
Fue miembro de la Sociedad Médica de Lisboa, de la  Academia de Medicina de México, de la de Ciencias Naturales de Madrid, fundador y director de la de Emulación de las Ciencias Médicas, del Instituto Médico Español y corresponsal de diversas entidades.
Fue médico y cirujano en la corte de Isabel II y atendió, «in extremis», a Juan Prim tras el atentado que en 1870 sufrió en el callejón del Turco de Madrid, y que le costó la vida. Padre del político Joaquín Sánchez de Toca Calvo, estuvo casado con Francisca Calvo Pereira de Castro. Tiene dedicada una calle en Madrid y otra de San Sebastián, que recibió ese título en 1902.
Falleció el 4 de julio de 1880 en Madrid.

## Obras
Algunas de sus obras son:
- Memorias clínicas desde 1852 a 1858
- Decolación del fémur, procedimiento de Sánchez de Toca
- Método de estudio y de enseñanza de las ciencias médicas
- Hidrofobia
- Extirpación de la matriz cancerosa
- Plan de estudios, organización y personal del Colegio de Médicos de San Carlos (1840).